# Saison 1 d'Off Prime
Chronologie
Saison 2
Cet article présente le guide des épisodes de la première saison de la série télévisée française Off Prime diffusée du 12 mai au 2 avril 2008 sur M6.

## Épisodes

### Épisode 1:Une star en vraie
- France : 12 mai 2007

- Catherine Lascault
- Avy Marciano
- Yves Sandeau
- Antoine de Caunes

### Épisode 2:Coincée par les paparazzi
- France : 19 mai 2007

- Claudine Vincent
- Yves Sandeau
- Etienne Fague
- Shirley Bousquet
- Michaël Youn

### Épisode 3:Visite surprise
- France : 26 mai 2007

- Catherine Lascault
- Claudine Vincent
- Dorothée Pousséo
- Virginie Ledieu
- Frankie Pain
- Charles Beckmann
- Yvan Le Bolloc'h

### Épisode 4:Miss Camping
- France : 2 juin 2007

- Catherine Lascault
- Dorothée Pousséo
- Magloire
- Estelle Denis
- Franck Dubosc
- Sandra Lou
- Jérôme Anthony

### Épisode 5:Concurrences entre blondes
- France : 9 juin 2007

- Claudine Vincent
- Dorothée Pousséo
- Magloire

### Épisode 6:Retrouvez Christophe Willem!
- France : 16 juin 2007

- Dorothée Pousséo
- Magloire
- Christophe Willem

### Épisode 7:Un petit ami encombrant
- France : 23 juin 2007

- François Vincentelli
- Emmanuel Lanzi
- Francis Lalanne

### Épisode 8:Un coach d'enfer
- France : 30 juin 2007[1]

- Éric Prat
- Eriq Ebouaney

### Épisode 9:Publicité
- France : 2 avril 2008[2]

- Jean-Roch Pirot
- Emmanuel Quatra
- Bruno Solo

### Épisode 10:Comédie musicale
- France : 2 avril 2008

- Avy Marciano
- Rachel Darmon
- Ludovic Berthillot
- Salvatore Ingoglia
- Florent Pagny
- Laurent Boyer

### Épisode 11:Enterrement
- France : 2 avril 2008

- Catherine Lascault
- Claudine Vincent
- Dorothée Pousséo
- Éric Prat
- Nathalie Krebs
- Hubert Saint-Macary
- Virginie Ledieu
- Vanessa Valence
- Lucien Rolland

### Épisode 12:Malentendu
- France : 2 avril 2008

- Catherine Lascault
- Avy Marciano
- Salvatore Ingoglia